# Гринченко, Николай Владимирович
Никола́й Влади́мирович Гри́нченко (укр. Микола Володимирович Грінченко; 27 февраля 1986, Солоницевка, Харьковская область, Украинская ССР, СССР) — украинский футболист, полузащитник.

## Биография
Начал заниматься футболом в 6 лет в Солоницевке. В детско-юношеской футбольной лиге Украины выступал за харьковские «Металлист» и «Арсенал».
Профессиональную карьеру начал в клубе «Харьков-2». В основном составе «Харькова» дебютировал 26 ноября 2006 года в матче против луганской «Зари» (0:1). В основном выступал за дубль где сыграл 64 матча и забил 11 голов. В сезоне 2008/09 «Харьков» занял последнее место в Премьер-лиге и вылетел в Первую лигу, а Гринченко стал капитаном команды.